# رافائل نادال
رافائل نادال پارِرا (به اسپانیایی: Rafael Rafa Nadal Parera) (کاتالان: [rəf(ə)ˈɛl nəˈðal pəˈɾeɾə], اسپانیایی: [rafaˈel naˈðal paˈɾeɾa]; زادهٔ ژوئن ۱۹۸۶) مشهور به رافا، تنیس‌باز سابق اسپانیایی است. او با ۲۲ قهرمانی در گرند اسلم، بالاتر از راجر فدرر و پایین‌تر از نواک جوکوویچ نفر دوم در بیشترین تعداد قهرمانی در این مسابقات است. همچنین رافائل نادال ۳۶ عنوان قهرمانی در مسابقات مسترز ۱۰۰۰ امتیازی دارد. نادال با ۱۴ قهرمانی، قهرمان بلامنازع در مسابقات تنیس آزاد فرانسه موسوم به رولان گاروس رکورددار قهرمانی در این مسابقات نیز است. وی در نهایت در سال ۲۰۲۴، از دنیای تنیس خداحافظی کرد.

## زندگی شخصی
پدر او سباستین نادال، یک تاجر اسپانیایی و مالک رستوران ساپونتا و مادرش آنا ماریا پریرا نام دارد و خانه‌دار می‌باشد. نادال در یک خانواده ورزشی چشم به جهان گشود. عموی وی میگل آنخل نادال می‌باشد که سال‌ها در تیم ملی فوتبال اسپانیا و نیز در تیم‌های باشگاهی مایورکا و همچنین بارسلونا، فوتبال بازی کرد. عموی دیگر وی، تونی نادال، از تنیسورهای حرفه‌ای کشور اسپانیا بود، که رافائل را درحالی‌که تنها ۳ سال داشت، تشویق کرد که به ورزش تنیس روی بیاورد و از همان سال‌ها بود که وی آموزش این رشته را زیر نظر عموی خویش آغاز نمود. رافائل از طرفداران سر سخت باشگاه رئال مادرید اسپانیا می‌باشد. نادال علاوه بر تنیس و فوتبال، از بازی گلف و پوکر لذت می‌برد. استون مارتین و مرسدس بنز اتومبیل‌های مورد علاقه وی هستند. فیلم‌های سینمایی مورد علاقه نادال تایتانیک و گلادیاتور است.

## آغاز
در سن ۸ سالگی قهرمان مسابقات تنیس زیر ۱۲ سال کشور اسپانیا شد. نادال در سن ۱۲ سالگی همزمان قهرمان مسابقات زیر ۱۲ سال اسپانیا و همچنین قهرمان مسابقات تنیس زیر ۱۲ سال اروپا شد. وی تا آن سال همزمان به‌طور حرفه‌ای فوتبال نیز بازی می‌کرد؛ ولی از مسابقات اروپایی به بعد، فقط تمرکزش را بر روی تنیس قرار داده و بدین ترتیب فوتبال حرفه‌ای را کنار گذاشت.

## تنیس حرفه‌ای

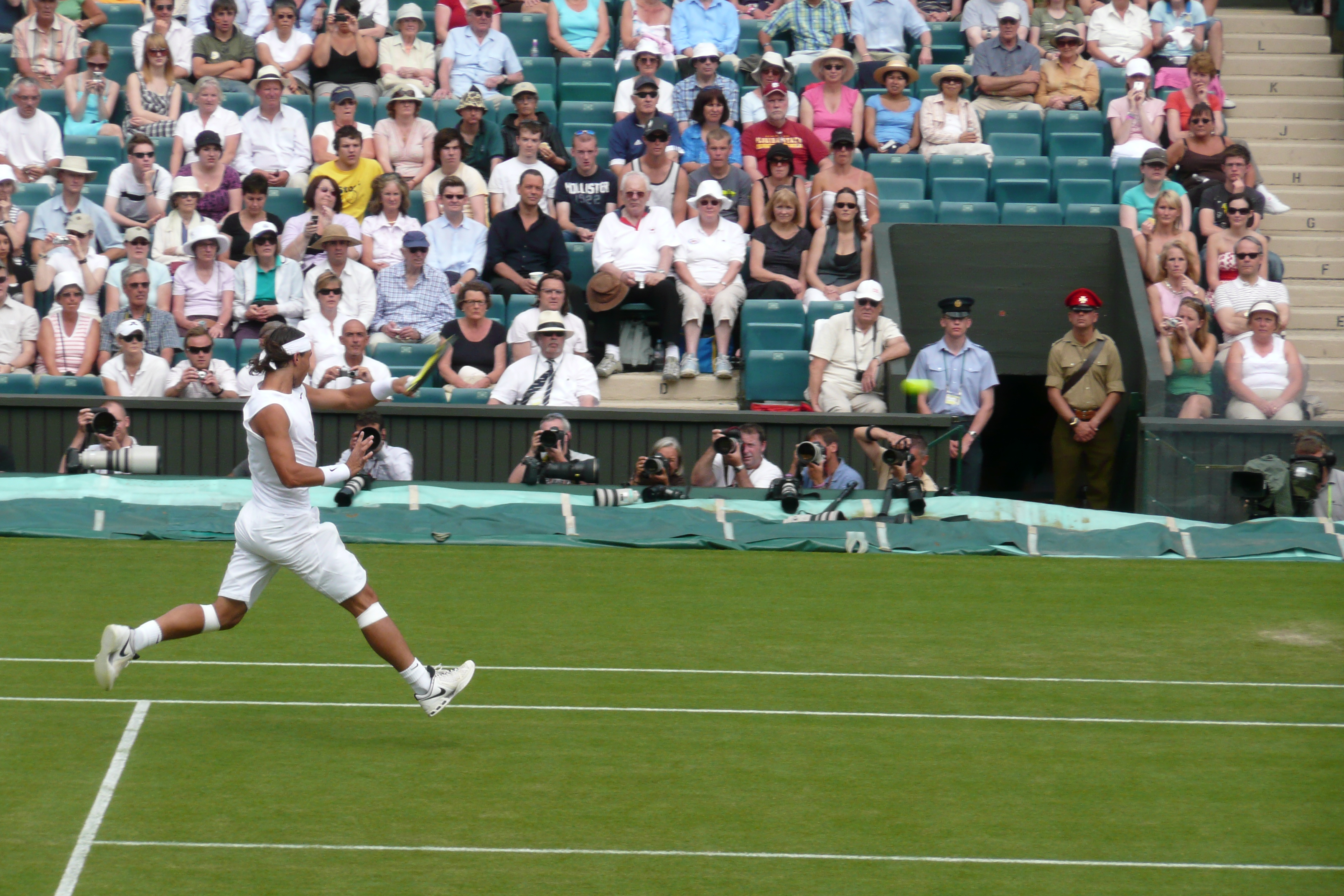
رافائل نادال

در سن ۱۵ سالگی وارد دنیای حرفه‌ای تنیس شد. در سن ۱۸ سالگی در جام دیویس، توانست مقام دوم را کسب کند. در سن ۱۹ سالگی برای اولین بار در مسابقات آزاد فرانسه شرکت کرد و به اولین قهرمانی خود دست یافت. وی مرد شماره پنج تنیس جهان در رده‌بندی فعلی اتحادیه تنیس بازان حرفه‌ای می‌باشد.
نادال ۲۲ گرنداسلم تک‌نفره، مدال طلای المپیک ۲۰۰۸ در بخش تک‌نفره، ۳۴ قهرمانی مسترز یا تور انجمن تنیس حرفه‌ای هزار امتیازی، ۲۰ پانصد امتیازی و قهرمانی جام دیویس تنیس برای تیم اسپانیا را در سال‌های ۲۰۰۴، ۲۰۰۸، ۲۰۰۹ و ۲۰۱۱ را در کارنامهٔ افتخارات خود دارد. نادال از تاریخ ۱۸ اوت ۲۰۰۸ تا تاریخ ۵ ژوئیه ۲۰۰۹ مرد شماره یک تنیس دنیا بود. وی همچنین اولین و تنها تنیس باز دنیا می‌باشد که یک گرانداسلم (آزاد فرانسه) را ۱۴ بار برده است.
نادال در اقدامی عجیب از حضور در المپیک توکیو و مسابقات ویمبلدون انصراف داد. او پس از شکست مقابل نواک جوکوویچ در نیمه‌نهایی اوپن فرانسه دلیل کناره‌گیری خود را جلوگیری از وارد آمدن فشار بیش از حد به خود و ایستادن در بالاترین سطح اعلام کرده است.

## درآمد و ثروت
تا سپتامبر ۲۰۱۷، ارزش جوایز دریافتی وی از مسابقات ۹۰ میلیون دلار بوده است. درآمد نادال از قراردادهای تجاری در فاصله زمانی ژوئن ۲۰۱۶ تا ژوئن ۲۰۱۷ معادل ۲۱ میلیون دلار بوده است. این تنیس باز اسپانیایی همچنین در سال ۲۰۱۶ با کسب ۴۰ میلیون دلار، یکی از پر درآمدترین سلبریتی‌های دنیا محسوب می‌شود. ثروت خالص رافائل نادال ۱۶۰ میلیون دلار ارزیابی می‌شود.

## چهره اجتماعی

### اسپانسر و حمایت‌ها
نادال از سال ۲۰۰۶ توسط کمپانی کیا موتورز حمایت می‌شود. وی در کمپین‌های تبلیغاتی برای کیا به عنوان یک سفیر جهانی برای این شرکت ظاهر شده است.
در ماه مه ۲۰۱۵، همکاری خود را با کیا برای ۵ سال دیگر تمدید کرد. کمپانی نایک نیز به عنوان اسپانسر لباس و کفش نادال فعالیت می‌کند. در سال ۲۰۰۹ با کمپانی لنوین قرارداد امضا نمود. کمپانی بابولا به عنوان اسپانسر راکت تنیس نادال است و محصولات این شرکت با تبلیغ ویژه با پشتیبانی نادال به فروش می‌رسد. در سال ۲۰۱۰، ریچارد مایل، کمپانی ساخت ساعت‌های لوکس اعلام کرد که این شرکت با همکاری نادال ساعتی با نام ریچارد آر ام ۰۲۷ که یک ساعت مچی فوق‌العاده سبک است را طراحی کرده است. این ساعت از تیتانیوم و لیتیوم ساخته شده است و ۵۲۵٬۰۰۰ دلار ارزش دارد. در سال ۲۰۱۱ کمپانی طراحی مد و لباس لوکس ایتالیایی آرمانی، نادال را به عنوان جایگزین کریستیانو رونالدو به عنوان مدل خود برگزید.

### عمومی
رصدخانه مایورکا در اسپانیا نام رافائل نادال را برای شهاب سنگی که بین سیارات مشتری و مریخ می‌چرخد برگزید. رصدخانه مایورکا واقع در جزایر «بالئاری» اسپانیا زادگاه نادال عنوان شهاب سنگ با شناسه ۱۲۸۰۳۶ را به رافائل نادال تغییر داد.
این شهاب سنگ که قطری در حدود ۴ کیلومتر دارد بین سیارات مشتری و مریخ در حرکت است. این رصدخانه در سال ۲۰۰۳ این جرم آسمانی پرسرعت را کشف کرد.

### بنیاد رافا نادال
ایجاد بنیاد رافا نادال در نوامبر ۲۰۰۷ اتفاق افتاد، و افتتاح رسمی آن در فوریه ۲۰۰۸ در باشگاه تنیس ماناکور در مایورکا اسپانیا برگزار شد. این بنیاد بر روی کارهای اجتماعی و کمک برای توسعه به جوانان به ویژه در دوران کودکی و جوانی و با هدف کمک به بچه‌های معلول، فقیر و فرصت به کسانی که بتوانند زندگی بهتری داشته باشند ایجاد شد.
بنیاد رافائل نادال همراه با ویسنته فرر اولین مدرسه خود را در هند افتتاح کردند و آن را جشن گرفتند. واقع در منطقه محروم آنانتاپور، در ایالت آندرا پرادش هند که در آن ویسنته فرر کار می‌کند. رافا به همراه مادرش، آنا ماریا مدرسه را افتتاح کردند. نادال در ماه اکتبر سال ۲۰۱۰ برای اولین بار به هندوستان سفر کرد و در ساخت و بازسازی شهر «اندرا پرادش»، یکی از فقیرترین مناطق این کشور کمک کرد.

## دیگر
نادال در سال ۲۰۱۰ به سهامداران باشگاه فوتبال رئال مایورکا پیوست و ۱۰ درصد از سهم این تیم را خرید.

## آکادمی تنیس
در سال ۲۰۱۶ رافائل نادال یک آکادمی تنیس را در شهر زادگاهش مایورکا تأسیس کرد. این مجموعه با نام مجموعه ورزشی نادال فعالیت می‌کند. راجر فدرر در مراسم افتتاحیه آکادمی حضور داشت. تونی نادال که ابتدای سال ۲۰۱۸ از سمت مربی‌گیری برادرزاده‌اش استعفا کرد، هم‌اکنون در این آکادمی مشغول به فعالیت است. خود نادال نیز در زمان‌هایی که در مسابقات حضور ندارد در این محل تمرینات خود را پیگیری می‌کند. گریگور دیمیتروف و دیه‌گو شوآرتزمن از جمله تنیس‌بازان صاحب نامی هستند که در دو سال گذشته برای تمرین به آکادمی نادال رفته‌اند. همچنین در این مرکز یک محل اقامت ورزشی، یک موزه افتخارات رافائل نادال، یک کلینیک پزشکی، یک مرکز تناسب اندام با آبگرم و یک کافه وجود دارد. این مرکز در مجموع دارای ۲۶ زمین تنیس است. در سال ۲۰۲۲ رافائل نادال در فینال رولاند گاروس به دیدار محصول آکادمی تنیس خود رود ۲۵ ساله از نروژ رفت و شاگرد خودش را شکست داد.